# Grottes de Saint-Maurin
Les grottes de Saint-Maurin sont des cavités artificielles situées sur la commune de La Palud-sur-Verdon dans les Préalpes de Digne, département des Alpes-de-Haute-Provence. Les cavités s'ouvrent dans les gorges du Verdon au-dessus des cascades de tufs de Saint-Maurin.

## Toponymie
Les noms de Saint-Maurin ou de Saint-Maurice sont indifféremment cités dans les écrits anciens. La forme la plus ancienne serait Cella Sancti Mauricci de Meiresca, dans laquelle on reconnaît le nom du hameau de Meyreste situé à quelques kilomètres de Saint-Maurice. A priori, le nom de Saint-Maurin dérive de Saint-Maurice et pourtant cette hypothèse parait peu vraisemblable à Raymond Collier qui n'y voit pas de lien philologique et poursuit en énumérant les noms de saints locaux ayant pu être honorés dans la région.
En fait, la réponse n'est pas hagiographique, mais simplement descriptive.
Vers 470, Sidoine Apollinaire décrit le lieu, « Seu Caeno viridante palus » (ces marécages boueux et verdoyants), arrosé par une source coulant sur des terrasses de tufs autrefois cultivées par les moines. Les noms de lieux Saint-Maurice ne font pas référence à des saints, mais évoquent des hydronymes dont la racine serait le gaulois *mora : marécages, sources abondantes.

## Mentions anciennes

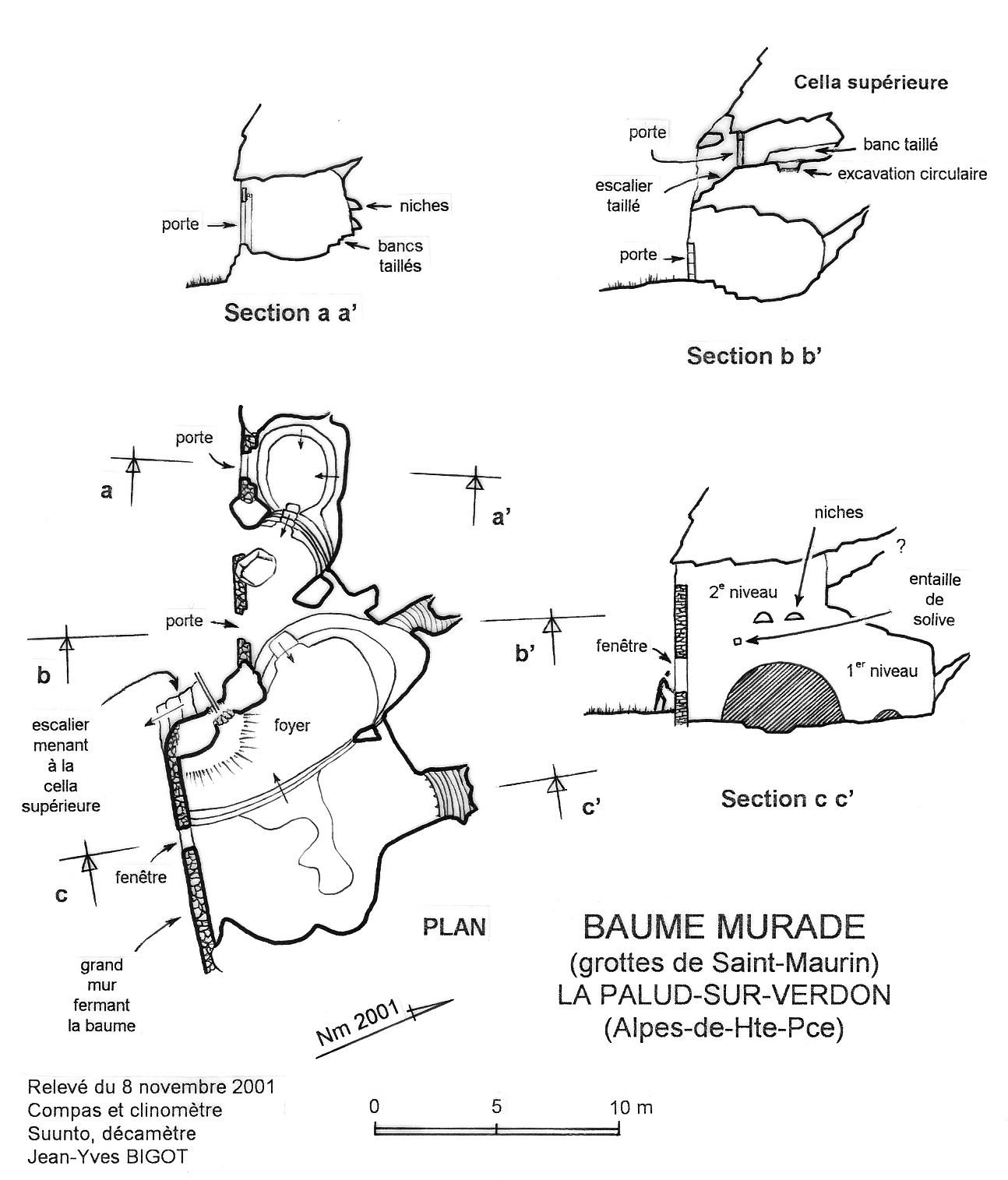
Topographie de la baume Murade (grottes de Saint-Maurin).

Vers 470, Sidoine Apollinaire est le premier à mentionner les grottes : « concava longævas asservant antra tenebras ».
La grande baume et la baume Murade (entendre grotte murée) sont citées dans un manuscrit du XVIIe siècle : « les deux plus grandes, jumelles, sont mentionnées dans un testament de 1611 du seigneur de la Palud : la grande baulme et la baulme murade. A l’intérieur, une excavation au niveau du sol permet le passage de l'une à l'autre ».
En 1664, Honoré Bouche signale des « antres admirables ». En 1969, Raymond Collier précise qu'il s'agit de cella sancti Mauricii et en 1979 Pierre Martel y voit la chapelle des moines dans la plus grande des grottes aménagées.

## Géologie
La cavité s'ouvre dans les tufs et travertins quaternaires formés par les sources incrustantes de Saint-Maurin d'une température de 11,5 °C.
Il existe deux principales sources « qui fournissent une eau bicarbonatée calcique déposant rapidement des tufs d’aragonite. »
En 1971, Claude Fighiera suggère que les eaux du plateau de Barbin résurgent au lieu-dit « Grottes de Saint Maurin » où un immense dépôt de tuf s’étage de 540 à 780 m d’altitude.
Le plan et les sections de la baume Murade sont levés par Jean-Yves Bigot le 8 novembre 2001.
Depuis le 30 septembre 2009, la réserve naturelle régionale de Saint-Maurin a été créée pour protéger les formations de travertin.

## Description
Les grottes de Saint-Maurin sont signalées très tôt mais on perçoit mal leurs aménagements qu'on attribuent « à une époque indéterminée (murets de fermeture, niches, banquettes, silos…) ». « La cella sancti Mauricii était sans doute formée par la grotte jadis entièrement murée qui se creuse dans le soubassement rocheux du second palier. ».
D'après Roger Verdegen, ces grottes ont été transformées en habitat troglodytique. Le site de Saint-Maurin ou Sainte-Manne (Ste Maouno) correspond à une ancienne Cella provençale, « abbaye rudimentaire, implantée dès le IVe siècle du Christianisme. Elle occupait tous les étages de tuf dans lesquels étaient creusées les loges ou cellules (cella en Provençal). Les dépôts inférieurs immédiatement au-dessus du Verdon contenaient les loges individuelles. Les deux grandes plates-formes intermédiaires étaient aménagées en jardins avec bassin de réserve. »

## Histoire des grottes
Les grottes de Saint-Maurin auraient été habitées à l’époque préhistorique, mais les preuves manquent ; toujours est-il qu’elles apparaissent dans la littérature dès le Ve siècle. En effet, sous l’impulsion des moines de l’abbaye de Saint-Victor (Marseille), le christianisme a pu essaimer très tôt en Provence, jusque dans les endroits les plus reculés comme les gorges du Verdon.
Le site décrit par Sidoine Apollinaire au Ve siècle peut correspondre à deux sites des gorges du Verdon : Moustiers-Sainte-Marie ou Saint-Maurin à La Palud-sur-Verdon. On dit que les moines de l’île Saint-Honorat (îles de Lérins au large de Cannes) se seraient installés à Moustiers-Sainte-Marie. Pourtant la tradition veut que les grottes de Saint-Maurin aient été habitées par des cénobites. Effectivement, l’évêque de Clermont-Ferrand, Caïus Sidonius Apollinaris, plus connu sous le nom de Sidoine Apollinaire, décrit un site qui ressemble plus à Saint-Maurin qu’à Moustiers : « Marécages boueux et verdoyants, roches sombres formant retraite, grottes qui conservent la nuit, des falaises escarpées… »
Le poème écrit en latin après la visite en 470 de Sidoine Apollinaire à son ami Fauste, abbé de Lérins, permet d’identifier Saint-Maurin dont le nom, en apparence hagiographique, signifie source. Selon Pierre Martel, Moustiers ne serait pas le site dans lequel se seraient installés les premiers moines de France, car le site de Saint-Maurin correspond mieux à la description qu’en fait Sidoine Apollinaire.
En 1113 et 1135, la « cella » ou prieuré primitif appartient toujours à l’abbaye Saint-Victor, mais en 1227 Saint-Maurin dépend du diocèse de Riez, ce qui signifie que les moines ont abandonné le site entre-temps. Les grottes auraient été murées à la fin du XVIe siècle ou plutôt au début du XVIIe siècle. En 1611, un testament mentionne les grottes, considérées comme des dépendances agricoles, qui n’ont plus qu’un usage profane. Au XVIIIe siècle les grottes servent à engranger le foin et à abriter des animaux.
Quelques textes anciens de 470, 1629, 1636 et 1788 permettent de suivre l’histoire de ces grottes connues de longue date.

## Carmen Eucharisticumpar Sidoine Apollinaire - vers470

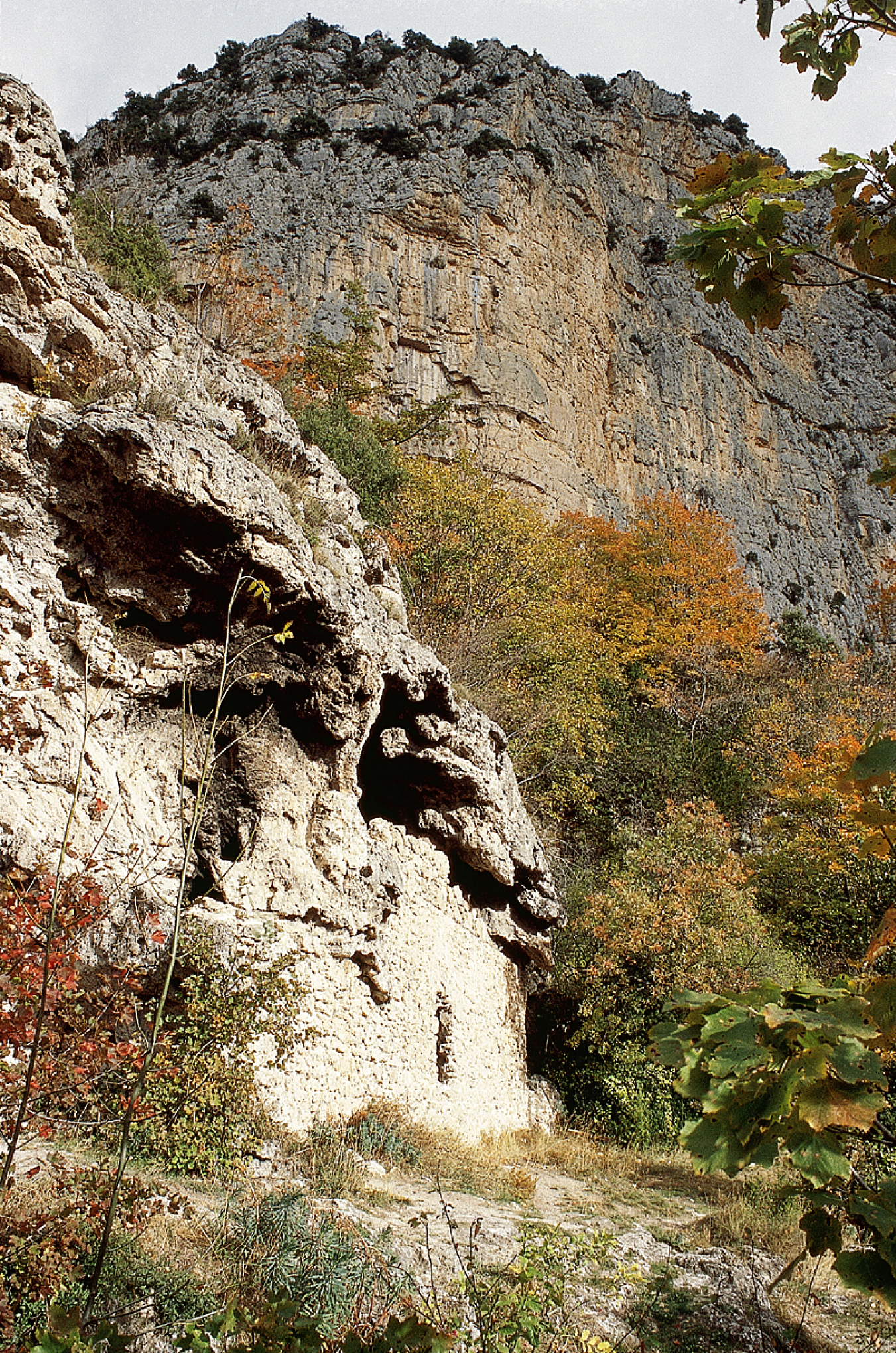
La baume Murade (grottes de Saint-Maurin).

Le poète Caïus Sidonius Apollinaris, plus connu sous le nom de Sidoine Apollinaire, a écrit un poème intitulé Carmen Eucharisticum à saint Fauste, après sa visite en juillet 470.
« Qua propter te vel votis sine fine colentes, - Auprès de toi ou des gens qui honorent sans fin par des vœux perpétuels,

Affectum magnum per carmina parva fatemur - Par nos petits poèmes nous disons et redisons de grands sentiments

Seu te flammatae Syrtes et inhospita tesqua - Soit que les sables rouges et les déserts inhospitaliers

Seu Caeno viridante palus, seu nigra recessu - Soit les marais boueux et verdoyants, soit les noires retraites

Incultum mage saxa tenent, ubi sole remoto - Isolées se tiennent dans les sombres rochers où une fois le soleil couché

Concava longaevas asservant antra tenebras, - Les grottes profondes conservent longtemps la nuit,

Seu te praeruptis porrecta in rupibus Alpis - Soit dans les larges précipices des rochers escarpés des Alpes

Succinctos gelido libantem cespite somnos - Un court sommeil dans un pays gelé est une offrande à Dieu

Anachoreta tremit, qui quanquam frigora portet, -  L’anachorète tremblant, bien qu’il supporte le froid,

Conceptum Christi nunquam domat ille calorem ». - Celui-ci ne réduit jamais la chaleur qu’il reçoit du Christ.
— Caïus Sidonius Apollinaris (Sidoine Apollinaire), Carmen Eucharisticum (Poème eucharistique écrit vers 470).

## Les grottes de Saint-Maurin par Jacques Gaffarel -1629
Les contemporains de Gaffarel ne prêtaient guère attention aux eaux jaillissantes d'une fontaine ou aux contours harmonieux d'une colline. En plus de son goût certain pour la nature, Jacques Gaffarel était fort disposé à voir dans le provençal une langue véritable avec sa grammaire, son vocabulaire et sa littérature. Dans ses « Curiosités Inouyes » (1629), il offre une image rafraîchissante des gorges du Verdon : « dans les grottes d’un désert de nostre Provence, appelé l’Ermitage Sainct-Maurin, désert véritablement affreux, pour estre au milieu des rochers, mais beaucoup plus admirable que celui de la Grand’Chartreuse, soit pour son air presque toujours serein et doux, ou pour le cristal de ses fontaines, dont la source est prodigieuse, ou pour la beauté de ses grottes, dignes palais de la nature, ou pour les flots de son Verdon, lequel, contraint dans un lit trop petit, fait un bruit qui cause une agréable horreur dans ces sainctes solitudes ; dans ces grottes, dis-je, on voit quantité de ces gamaheus en ronde bosse, etc. »
On peut penser que Gaffarel fait allusion aux grottes creusées dans le tuf qui recèle des empreintes de débris végétaux.

## La grotte de Saint-Maurice par Simon Bartel -1636
L'historien des évêques de Riez, Simon Bartel, dans son Sancti Fausti episcopi regiensis apologia, donne une image effrayante des grottes de Saint-Maurin.
« ... Heremum sancti Mauricii, quem nunc ob sacellum inibi in honorem Divi Mauricii constructum. Atque illud antrum, ipsi heremitorio oppositum, abstrusum sane, ac horrendum, vix ulli pervium, ob ingentem strepitum qui ex eo sepius emittitur, quo imminentes aeris procellas accolae praesagire certissime consueverunt ».
... Désert de Saint-Maurice, ainsi appelé à cause de la chapelle qui y est construite. Un ermitage se trouve placé à côté de la grotte ; celle-ci est effrayante, et à peu près pas fréquentée, en raison du violent fracas qui s'y fait souvent entendre et par lequel les habitants voisins sont dans l'usage de prévoir de façon à peu près sûre les tempêtes ou les orages imminents.
La grotte de Saint-Maurin dont parle Bartel est probablement l’émergence temporaire de Saint Maurin située au-dessus des grottes creusées dans le tuf et occupées par les moines.

## Les cavernes de Saint-Maurice par Claude-François Achard -1788
L'historien provençal, Claude-François Achard, dans sa Description historique, géographique et topographique des villes, bourgs, villages et hameaux de la Provence ancienne et moderne, du Comtat-Venaissin, de la principauté d'Orange, du comté de Nice, etc. indique que les grottes de Saint-Maurin ne servent plus qu'à des usages profanes.
« Au quartier de Saint-Maurice, l'on voit avec admiration trois grandes prairies situées en amphithéâtre d'une hauteur prodigieuse. Une source les arrose en se précipitant de l'une à l'autre et forme les plus belles cascades qu'on puisse imaginer. Auprès de ces prés, l'on trouve de grandes cavernes dans lesquelles on serre le foin et quelquefois les troupeaux. On croit que ces grottes ont servi de retraite à des solitaires ; on y voit encore les vestiges d'un autel et une statue de S. Maurice. Le curé de la Palud est obligé de prendre possession dans cette espèce de chapelle. »
D'après Achard, les grottes de Saint-Maurin « abritèrent, très vraisemblablement des cénobites au Ve siècle, (qui) durent constituer une manière de couvent ».

## Légendes
« Sur une des terrasses qui s’élèvent sur la rive droite du Verdon (...) il y a une chapelle dédiée à saint Maurice (...) : c’est là qu’eut lieu une lutte terrible entre le saint et le diable. Le saint fut vainqueur et il enferma son adversaire dans les cavernes de la rive gauche, d’où l’on entend sortir de sourds rugissements lorsque le vent du midi souffle avec violence ».